# Steinplattenhöhle
Die Steinplattenhöhle bei Frohnleiten befindet sich in 422 m ü. A. im Kugelstein nördlich des Hauptortes von Deutschfeistritz und südwestlich von Badl, Steiermark in Österreich.

## Lage
Die Steinplattenhöhle befindet sich am nördlichen Hang des Kugelsteins, südwestlich der Schichtfugenhöhle. Sie ist die westlichste der am Nordhang gelegenen Kugelsteinhöhlen. Der Zugang zur Höhle befindet sich am Fuße einer Felswand, welche sich über eine in Südwest-Nordost-Richtung verlaufende Straße erhebt. Der Eingang zur Höhle befindet sich etwa 3 bis 4 Meter über dieser Straße.

## Beschreibung
Die rund 16 Meter lange Steinplattenhöhle hat einen rund 7 Meter breiten und 3 Meter hohen Eingang. Vom Eingang gelangt man in den etwa 5 Meter langen Vorraum, welcher in einer Engstelle endet. Diese Engstelle wurde bei Forschungsarbeiten im Jahr 1963 erweitert. Hinter der Engstelle schließt ein weiterer 2 bis 3 Meter breiter und 1 bis 1,7 Meter hoher Raum mit einigen Tropfsteinen an, welcher 7 Meter in den Berg hineinreicht. Von diesem Raum zweigen keine weiteren Räume ab.
Der Höhlenboden ist im Vorraum mit Erde und Schutt und im hinter der Engstelle gelegenen Raum mit Steinplatten und Frostschutt bedeckt.